# روبرت ن. سكولا جونيور
روبرت ن. سكولا جونيور (بالإنجليزية: Robert N. Scola, Jr.)‏ هو محامي وقاضي أمريكي، ولد في أكتوبر 1955 في ورسستر في الولايات المتحدة.